# مسیحیت در جمهوری آذربایجان
مسیحیت در جمهوری آذربایجان به عنوان یک دین اقلیت شناخته می‌شود، که بیشتر ارمنیان وابسته به کلیسای جامع حواریون ارمنی منطقه قره باغ در آنجا سکونت می‌کنند، در داخل جمهوری آذربایجان نیز به دلیل سلطه بیش از یک سده توسط روسیه، و مهاجرت مردم روس، کلیساهای مخصوص به خود را در بیشتر شهرهای بزرگ این کشور مخصوصا باکو دارند. و در سال ۱۹۹۸ میلادی مسیحیان جمهوری آذربایجان در حدود ۲٫۵٪ از جمعیت این کشور برآورد شدند که وابسته به کلیسای ارتدوکس روسی بودند. اولین کلیسای کاتولیک نیز در سال ۲۰۰۷ در شهر باکو افتتاح شد.

## نگارخانه

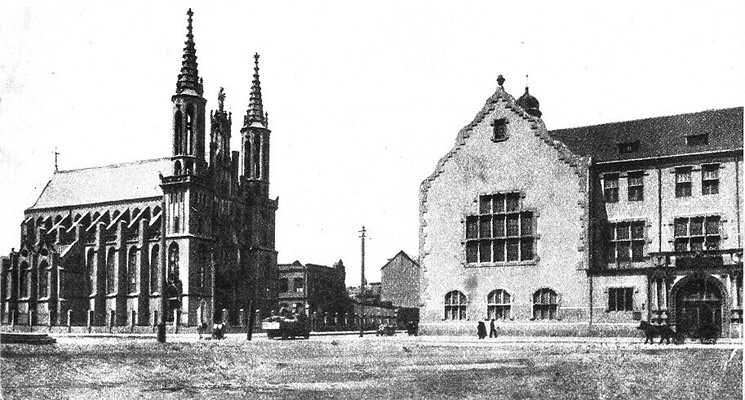
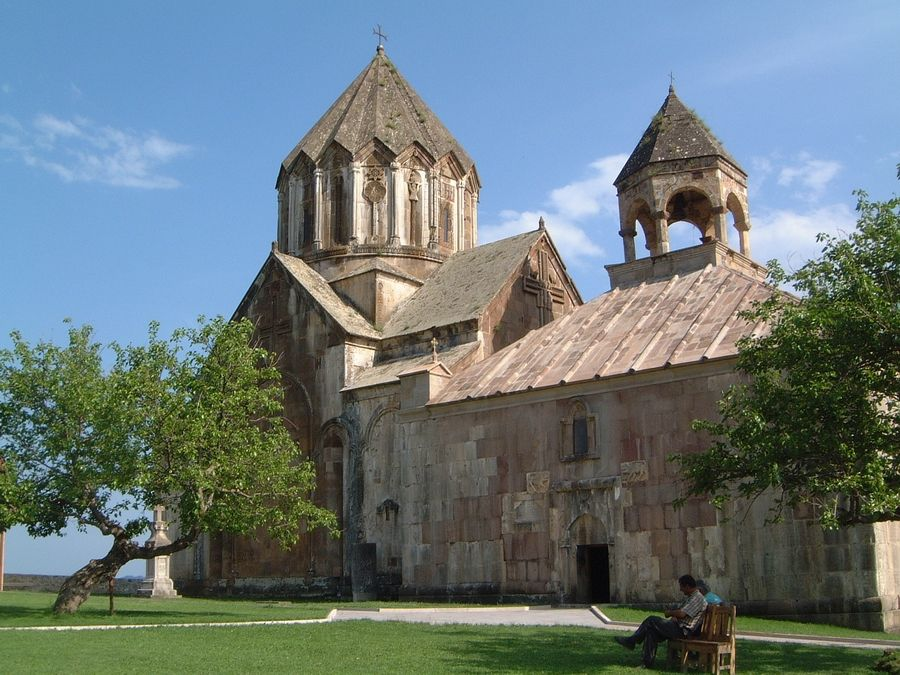
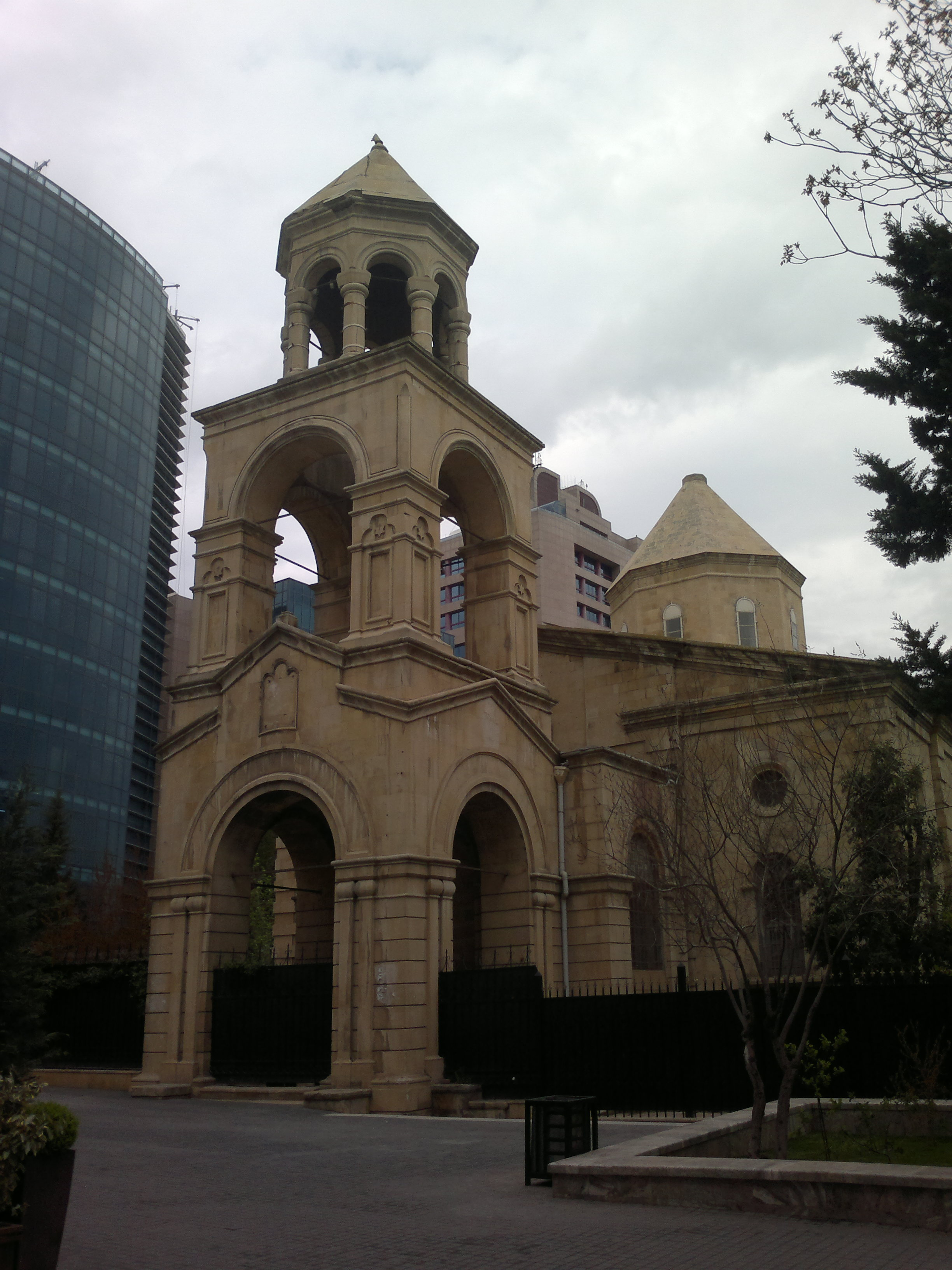
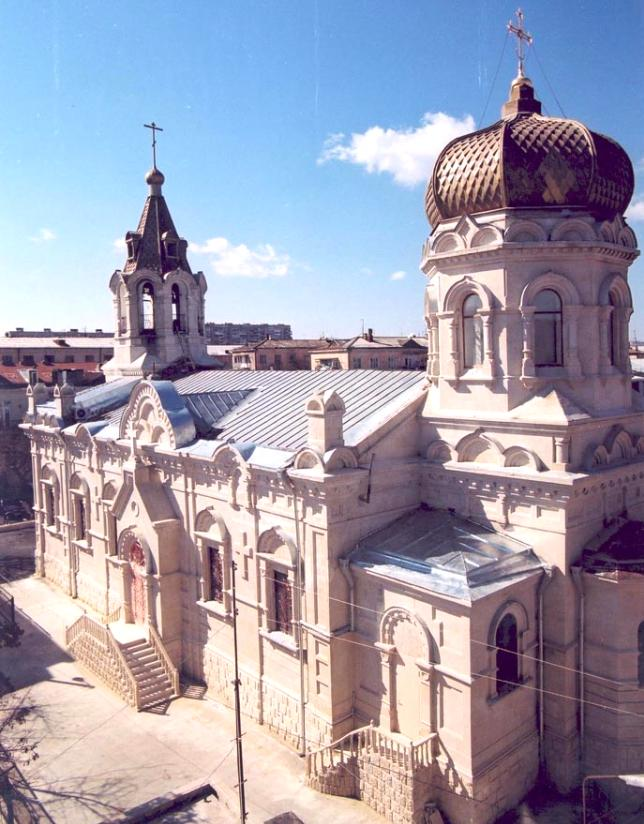